# المركز الاستشفائي الجامعي ابن سينا (الرباط)
المركز الاستشفائي الجامعي ابن سينا (يُسمى إختصاراً بـCHUIS) هو أكبر مركز إستشفائي في المغرب. يقع في العاصمة الرباط، وهو خاضع لوصاية وزارة الصحة. وهو يتكون من 10 مستشفيات ومؤسسات للرعاية الصحية والإستشفاء.

## المستشفيات والمؤسسات الصحية
يتكون المركز الإستشفائي الجامعي ابن سينا من 10 مستشفيات ومؤسسات للرعاية الصحية والإستشفاء، وهي:
- مستشفى ابن سينا
- مستشفى الإختصاصات
- مستشفى الأطفال
- المعهد الوطني للأنكلوجيا
- مستشفى الولادة السويسي
- مركز الصحة الإنجابية
- مستشفى مولاي يوسف
- مركز فحص وعلاج الأسنان
- مستشفى العياشي
- مستشفى الرازي

## الطاقة الاستعابية
يعتبر المركز الإستشفائي الجامعي ابن سينا أكبر مركز إستشفائي في المغرب، حيث يتوفر على طاقة إستعابية تقدر بـ 2347 سرير، ويُقدم سنوياً 730 328 إستشارة طبية، و054 30 عملية جراحية، و379 25 عملية ولادة.

## التخصصات
يتوفر المركز الإستشفائي الجامعي ابن سينا على التخصصات التالية:
| المركز الإستشفائي الجامعي ابن سينا | المركز الإستشفائي الجامعي ابن سينا |
| المستشفى                           | التخصصات |
| ---------------------------------- | --- |
| مستشفى ابن سينا                    | - الأمراض الطبية وجراحات الكبار - الطب النووي - الطب الباطني - الجراحة الترميمية والتجميلية - غسيل الكلى وزرع الكلى - تفتيت الحصى                                                                     |
| مستشفى الإختصاصات                  | - طب الأعصاب - جراحة المخ والأعصاب - طب الأنف والأذن والحنجرة - طب وجراحة العيون - الأشعة التداخلية                                                                                                   |
| مستشفى الأطفال                     | - طب الأطفال العام والمتخصص - أمراض الدم والأورام - جراحة الأطفال |
| المعهد الوطني للأنكلوجيا           | - التشخيص والعلاج والوقاية من السرطان - علم الأمراض والتصوير وعلم الأحياء - الجراحة والعلاج الإشعاعي - العلاج الإشعاعي الموضعي والعلاج الكيميائي وعلاج الآلام - المركز المرجعي للأورام                |
| مستشفى الولادة السويسي             | - طب أمراض النساء والجراحة - علاج العقم - الحمل والولادة - تنظيم الأسرة |
| مركز الصحة الإنجابية               | - الحمل الطبيعي - أمراض النساء |
| مستشفى مولاي يوسف                  | - الربو وأمراض الجهاز التنفسي - إستشارات أمراض الرئة والحساسية وعلم وظائف الأعضاء |
| مركز فحص وعلاج الأسنان             | - طب الأسنان للأطفال والكبار - الوقاية من أمراض الفم |
| مستشفى العياشي                     | - • رعاية المرضى المعوقين جسديا والروماتيزم - تدريب التخصصات في الروماتيزم - مركز التدريب الوطني في العلاج الطبيعي وجراحة العظام طبي - قياس كثافة العظام - ورش عمل المعدات الأطراف الصناعية والمقاويم |
| مستشفى الرازي                      | - الصحة العقلية للبالغين - طب نفس الطفل وعلم الشيخوخة - علم الإدمان - الإستقبال والتوجيه بالنسبة للمراهقون الذين يواجهون صعوبة - النظافة العقلية المدرسية                                             |

## وصلات خارجية
- الموقع الرسمي